# Kudjape
Kudjape är en småköping i Estland.   Den ligger i Lääne-Saare kommun i landskapet Saaremaa (Ösel), i den västra delen av landet, 180 km sydväst om huvudstaden Tallinn. Kudjape ligger 5 meter över havet och antalet invånare är 450. Den ligger på ön Ösel.
Terrängen runt Kudjape är mycket platt. Havet är nära Kudjape söderut. Runt Kudjape är det glesbefolkat, med 9 invånare per kvadratkilometer. Närmaste större samhälle är Arensburg, 2,8 km väster om Kudjape. I omgivningarna runt Kudjape växer i huvudsak blandskog.